# Операция «Лондонский мост»

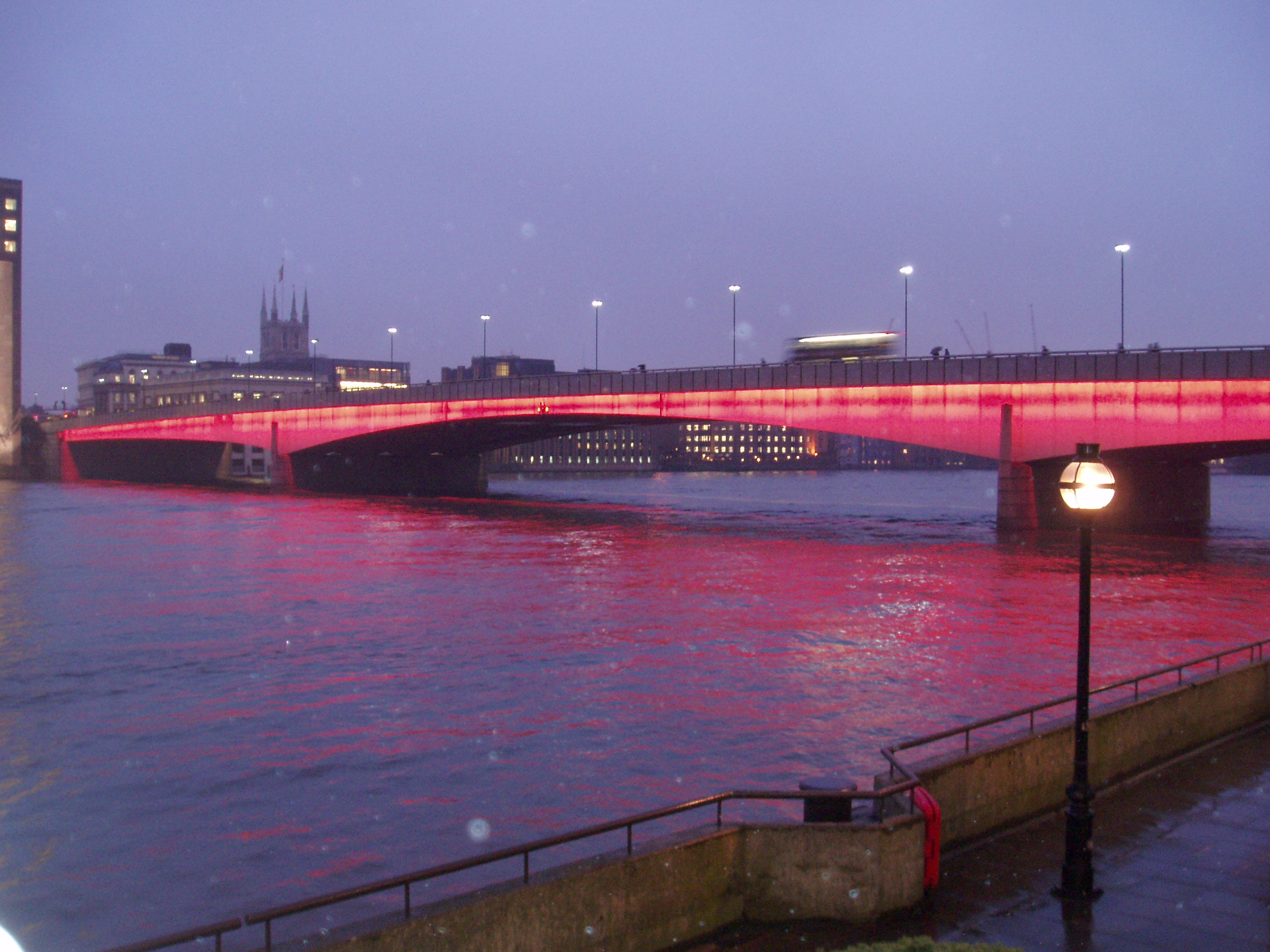
Лондонский мост

Операция «Лондонский мост» (англ. Operation London Bridge) — условное название плана траурных мероприятий в Великобритании, прошедших после смерти королевы Елизаветы II 8 сентября 2022 года. Этот план был разработан в 1960-х годах и с тех пор обновлялся несколько раз в год. Он включал в себя действия правительства, англиканской Церкви, полиции (в том числе службы столичной полиции), вооружённых сил, средств массовой информации, столичной администрации и лондонского транспорта. Некоторые важные решения, связанные с этим планом, были приняты самой королевой, а некоторые были приняты её преемником Карлом III после её смерти.
Фраза «Лондонский мост рухнул» (англ. London Bridge is Down) была использована как сообщение о смерти королевы премьер-министру Лиз Трасс, приведшее план в действие. Одновременно с операцией «Лондонский мост» в странах Содружества осуществились другие операции и соответствующие мероприятия подобного рода.

## Предыстория

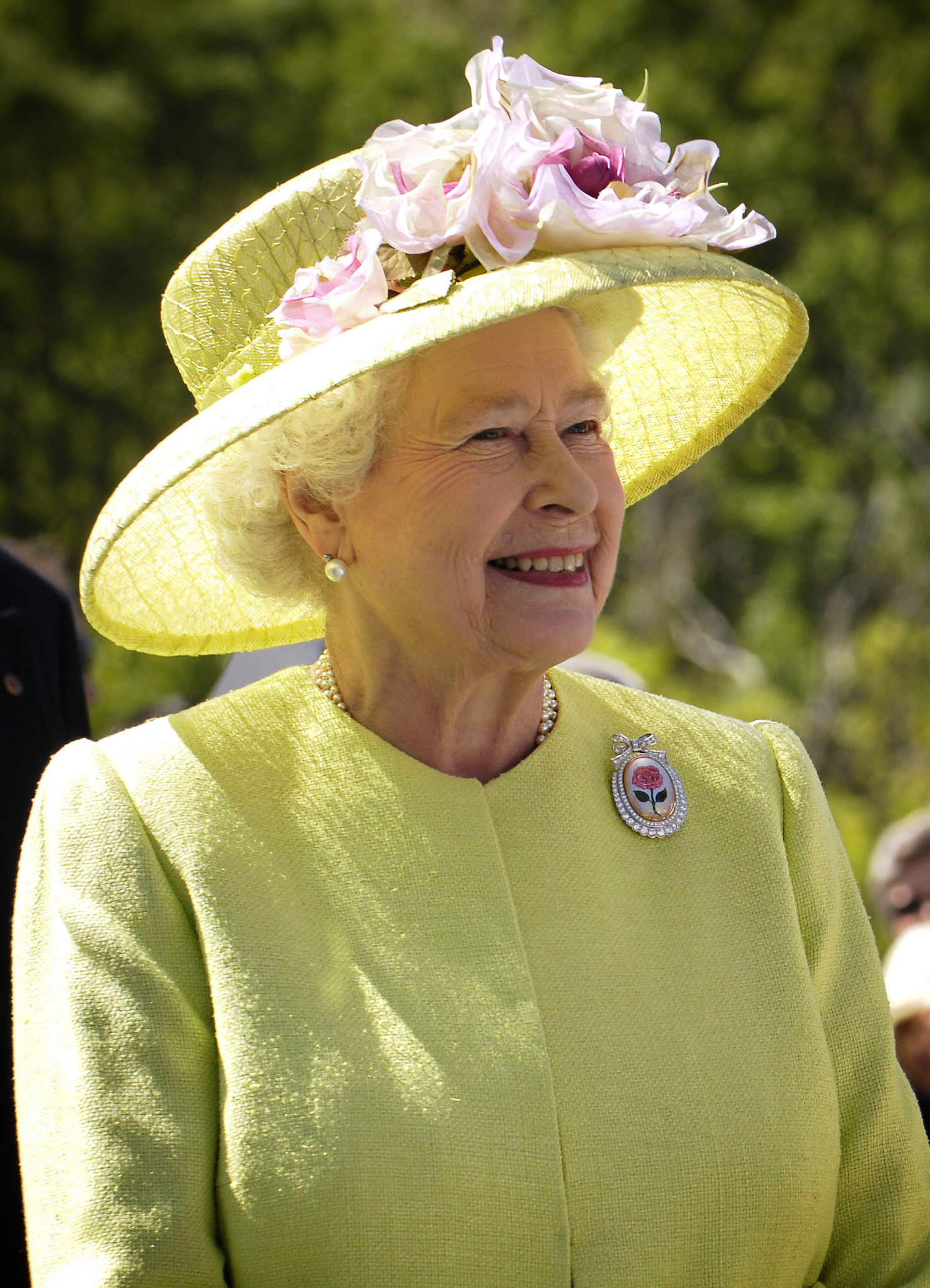
Королева Елизавета II в космическом центре НАСА, штат Мэриленд, 8 мая 2007 года

Похороны членов британской королевской семьи обычно организуются графом-маршалом и членами Коллегии герольдов. Как правило, для того, чтобы начать подготовку к похоронам, используется заранее придуманная кодовая фраза: изначально это делалось, чтобы помешать операторам коммутатора Букингемского дворца узнать о смерти члена королевской семьи до официального объявления. Так, 6 февраля 1952 года, когда умер король Георг VI, премьер-министр Уинстон Черчилль был извещён об этом словами «Угол Гайд-парка» (англ. Hyde Park Corner).
Кодовые названия планов похорон нескольких членов королевской семьи в конце XX — начале XXI веков были связаны с известными британскими мостами. Так, «Операция „Мост Тэй“» (англ. Operation Tay Bridge) — название для планов погребения королевы-матери Елизаветы Боуз-Лайон, существовавших в течение 22 лет до их реализации в 2002 году. Те же слова, «Мост Тэй», использовались для сообщения о гибели принцессы Дианы и начале подготовки к её похоронам (сентябрь 1997 года), поскольку на этот случай ничего не было приготовлено заранее. План траурных мероприятий после смерти принца Филиппа, герцога Эдинбургского (апрель 2021 года), получил название «Операция „Форт-Бридж“» (англ. Operation Fort Bridge), а блок мероприятий на случай смерти короля Карла III носит название «Операция „Менайский мост“» (англ. Operation Menai Bridge).

## План операции
Согласно плану, первым из официальных лиц о смерти королевы узнал её личный секретарь Эдвард Янг. Он по защищённой телефонной линии отправил премьер-министру Лиз Трасс сообщение «Лондонский мост рухнул» (англ. London Bridge is Down). Глобальный центр реагирования Министерства иностранных дел и международного развития, базирующийся в секретном месте в Лондоне, немедленно сообщил эту новость правительствам 14 других государств, главой которых официально являлась британская королева, и правительствам всех остальных стран Содружества. Почти все работники Букингемского дворца отправились домой сразу после получения известия.
Заранее было предписано, в каких выражениях следует сообщать о кончине Елизаветы определённым должностным лицам. Например, министры получили от секретаря правительства электронное письмо со словами: «Дорогие коллеги, я с грустью пишу вам, чтобы сообщить вам о смерти Её Величества Королевы». На официальном сайте королевской семьи в течение одиннадцати дней открывалась только одна страница с извещением о случившемся на чёрном фоне. На сайте правительства и на страницах всех государственных ведомств в социальных сетях были размещены траурные баннеры.
Все средства массовой информации были извещены о случившемся, причём они сняли с эфира все развлекательные мероприятия. Частные телеканалы не были обязаны следовать рекомендациям, но они также последовали протоколу. В частности, PA Media и BBC узнали о печальном событии благодаря Системе передач радиопредупреждений (англ. Radio Alert Transmission System / RATS). Коммерческие радиостанции получили сообщение от Independent Radio News о необходимости включить нейтральную музыку и приготовиться к трансляции экстренных выпусков новостей. Телеканал BBC Two и другие каналы BBC автоматически аннулировали все свои программы передач и начали ретранслировать сообщения BBC One о смерти королевы. Служба новостей BBC News начала показывать заранее приготовленные портреты умершей, а телеведущие надели траурную одежду. Известно, что у The Times был заготовлен предварительный материал на 11 дней после этого события, а телеканалы ITN и Sky News неоднократно репетировали объявление о кончине Елизаветы, называя её «миссис Робинсон». Бывали случаи, когда заранее заготовленные по этому поводу материалы выходили в эфир BBC по ошибке.
Предполагалось, что, если смерть королевы наступит ночью, официальные сообщения об этом начнут выходить на BBC в 8 часов утра. После этого были запланированы приостановка работы ряда организаций (в том числе Лондонской фондовой биржи) и отмена всех культурных мероприятий. Если бы о печальном событии стало известно до 16:00, в тот же день закрылся бы Королевский театр. Были отменены и спортивные мероприятия: так, 6 февраля 1952 года, в день смерти Георга VI, отменили встречи регбистов и хоккеистов, а вот футбольные матчи всё же состоялись.
Сразу после смерти королевы в стране появился новый монарх — старший сын Елизаветы Чарльз (при её жизни принц Уэльский), который мог выбрать в качестве тронного имени как первое из имён, полученных при крещении (то есть Карл III), так и одно из трёх оставшихся — Филипп II, Георг VII, Артур I. В любом случае об этом имени планировалось объявить немедленно. Сразу началась чеканка монет с портретом короля, заготовки для которых давно хранились на монетном дворе. Монеты и почтовые марки с портретом Елизаветы II были выведены из обращения. На полицейских шлемах появились инициалы короля, в государственном гимне изменились слова («Боже, храни короля» вместо «Боже, храни королеву»), во вновь выдаваемых паспортах подданных Великобритании упоминание Её Величества было заменено на Его Величество (уже выданные паспорта при этом менять не пришлось).
К воротам Букингемского дворца было прикреплено объявление о смерти королевы, напечатанное на листе бумаги с тёмной каймой. Одновременно такое же объявление появилось и на сайте дворца. В течение нескольких часов собрался парламент, и премьер-министр Лиз Трасс выступила перед депутатами Палаты общин с речью. На зданиях местных органов власти были приспущены флаги (до 8 часов утра 20 сентября), появились книги соболезнований, а церемониальные булавы, ливрейные воротники и орденские цепи находились в чёрных чехлах. 9 сентября в Сент-Джеймсском дворце собрался специальный Совет престолонаследия, который официально провозгласил нового короля. В тот же вечер снова собрался парламент, и депутаты присягнули на верность монарху.
План дальнейших действий зависел от места смерти королевы. Если бы это произошло в Виндзорском замке или Сандрингем-хаусе, то через два дня гроб с её телом привезли бы в Букингемский дворец. Если бы Елизавета умерла за границей («Operation Overstudy»), то 32-я эскадрилья королевских ВВС доставила бы гроб с телом на авиабазу Нортхолт, а потом на машине его привезли бы в Букингемский дворец. Поскольку королева умерла в Шотландии (в замке Балморал, «Operation Unicorn»), гроб стоял в Холирудском дворце, а затем был доставлен в собор Святого Эгидия в Эдинбурге, где прошла поминальная служба. Далее его доставили на вокзал Уэверли, а оттуда королевским поездом привезли в Лондон, причём встречали гроб премьер-министр Лиз Трасс и все члены её кабинета. Затем гроб был доставлен в тронный зал Букингемского дворца. Через четыре дня после смерти королевы, 12 сентября, его перевезли в Вестминстерский дворец, где он простоял ещё четыре дня, до 17 сентября. Наконец, через одиннадцать дней после смерти, 19 сентября, в Вестминстерском аббатстве состоялись похороны; тело опустили в гробницу в часовне Святого Георгия в Виндзорском замке. Поминальную службу провёл архиепископ Кентерберийский Джастин Уэлби, а похороны королевы транслировались в прямом эфире BBC.
В день похорон улицы Лондона были наводнены скорбящими. Британские власти готовились в связи с этим к кратковременному кризису, коснувшемуся общественного транспорта и системы общественного питания, создавшему серьёзные проблемы для полиции.

## В других странах

Страны — члены Содружества (членство Фиджи приостановлено)

Государства, главой которых является британский монарх

Официальные лица из Букингемского дворца и Кларенс-хауса — так называемая «совместная рабочая группа владений» (англ. Inter-Realm Working Group) —
проинформировали представителей государств Содружества о похоронах и планах преемственности, связанных с операцией «Лондонский мост». В некоторых из этих государств были разработаны собственные планы действий после смерти Елизаветы II, проводившиеся одновременно с операцией «Лондонский мост».

### Австралия
Узнав о смерти королевы, австралийское правительство предписало приспустить все государственные флаги на последующие 10 дней, за исключением дня провозглашения нового монарха. Парламент Австралии собрался, чтобы выразить соболезнования; премьер-министр Энтони Албаниз произнёс перед депутатами речь, а генерал-губернатор Дэвид Хёрли издал декларацию о вступлении на престол нового короля. Австралийские военные организовали салют из 21 орудия и приняли участие в соответствующих церемониях в Соединённом Королевстве.   Верховный комиссар Австралии в Великобритании Линетт Вуд наблюдала за работой Совета престолонаследия, провозгласившего принца Чарльза королём, участие в работе этого органа приняли австралийские члены Тайного совета Соединённого Королевства.

### Канада
В Канаде подготовка к аналогичным мероприятиям началась ещё в 2002 году, во время золотого юбилея Елизаветы II. В связи с этим были проведены консультации с командованием национальных вооружённых сил, с канцелярией канадского Тайного совета, с местным секретарём королевы, канцелярией генерал-губернатора, канцелярией графа-маршала Великобритании. Планы проведения траурных мероприятий и мероприятий по случаю коронации нового короля существуют как у федерального правительства, так и у властей канадских провинций.
Получив сообщение о смерти королевы, генерал-губернатор Мэри Саймон собрала кабинет министров Канады на Парламентском холме и объявила, что в Канаде появился новый законный монарх. Далее она созвала парламент и добилась от него принятия обращения к новому королю с выражением лояльности и соболезнованиями (это предложение поддержала и лидер официальной оппозиции Кэндис Берген), а позже премьер-министр Джастин Трюдо объявил перерыв в работе парламента. Верховный комиссар Канады в Великобритании Ральф Гудэйл представлял страну в Совете; также был созван Тайный совет Канады с целью официально провозгласить нового монарха.
На время траура все сотрудники аппарата генерал-губернатора Канады, администраций губернаторов провинций и комиссаров по территориям носили чёрные галстуки и чёрные нарукавные повязки. Некоторые правительственные служащие надели чёрные нарукавные повязки, однако обязательную траурную одежду носили только определённые служащие законодательных органов. К ним относятся, в частности, парламентские приставы, носившие чёрные перчатки, чёрные галстуки-бабочки и чёрные ножны для мечей; пажи носили чёрные галстуки, чёрные нарукавные повязки и ленты. На период траура все церемониальные булавы, портреты королевы и флагштоки в официальных резиденциях были задрапированы чёрной тканью. Все остальные флаги были приспущены. Перед входом в каждую официальную резиденцию (резиденцию монарха, генерал-губернатора, здания парламентов Канады и канадских провинций) были установлены книги соболезнований, а все ранее запланированные официальные мероприятия были отменены.
В связи со смертью монарха как «событием национальной важности» Канадская телерадиовещательная корпорация (CBC) приостановила программу обычного вещания и на время полностью отказалась от трансляции рекламы. Все телеканалы и радиостанции CBC перешли на круглосуточный новостной формат. У CBC был подготовлен специальный состав корреспондентов на случай, если бы смерть королевы состоялась в один из государственных праздников.

### Новая Зеландия
Информацию о кончине королевы Новая Зеландия получила по специальному каналу связи от представителей королевской семьи. После этого премьер-министр Джасинда Ардерн опубликовала список правительственных зданий и других объектов, на которых был приспущен государственный флаг. Прозвучал залп из 21 орудия, была назначена государственная поминальная служба, но конкретный регламент и полный набор траурных мероприятий были определены премьер-министром.
Государственная радиовещательная компания Radio New Zealand имела целый набор руководящих принципов и инструкций на случай смерти монарха. На всех станциях RNZ вещатели прервали трансляцию, чтобы объявить о кончине королевы. С этого момента нельзя было включать панк-музыку или песни группы Queen.